# Liste der Stolpersteine in Mainz-Kastel
 Info: Angaben zu Eigenschaften, welche alle Teillisten für Wiesbaden gemeinsam haben, sind unter Liste der Stolpersteine in Wiesbaden zu finden.
Die Liste der Stolpersteine in Mainz-Kastel (AKK) ist auch in die Liste der Stolpersteine in Mainz integriert.

## Liste
| Adresse                 | Name                      | Inschrift mit Ergänzungen | Verlegedatum  | Bild | Anmerkung |
| ----------------------- | ------------------------- | --- | ------------- | ---- | --- |
| In der Witz 36 ·        | Johann Juli               | Hier wohnte Johann Juli Jg. 1894 Verhaftet 1936 Gefängnis Mainz Überlebt                                                      | 12. Okt. 2009 |      | Johann Juli, letzter Vorsitzender der SPD in Mainz-Kastel vor der Machtergreifung des NS-Regimes, im Widerstand tätig, 1936 zu zwölf Monaten Gefängnis verurteilt. |
| Eleonorenstraße 16 ·    | Abraham Laub              | Hier wohnte Abraham Laub Jg. 1895 Deportiert 1942 Piaski Ermordet                                                             | 5. Sep. 2016  |      | Abraham und Itta Laub waren eine wohlhabende Kaufmannsfamilie, die in Mainz eine Rohstoffhandlung mit Metallen, Tierfellen und Lumpen betrieben. Bevor sie 1940 enteignet und zwangsweise nach Mainz-Kastel umziehen mussten, konnten sie noch ihre drei Söhne in der Schweiz in Sicherheit bringen. Abraham Laub fühlte sich ganz als Deutscher und war Mitglied im Brieftaubenverein und einem Zusammenschluss von BMW-Motorradfahrern.                                           |
| Eleonorenstraße 16 ·    | Itta Laub                 | Hier wohnte Itta Laub Jg. 1896 Deportiert 1942 Piaski Ermordet                                                                | 5. Sep. 2016  |      | Abraham und Itta Laub waren eine wohlhabende Kaufmannsfamilie, die in Mainz eine Rohstoffhandlung mit Metallen, Tierfellen und Lumpen betrieben. Bevor sie 1940 enteignet und zwangsweise nach Mainz-Kastel umziehen mussten, konnten sie noch ihre drei Söhne in der Schweiz in Sicherheit bringen. Abraham Laub fühlte sich ganz als Deutscher und war Mitglied im Brieftaubenverein und einem Zusammenschluss von BMW-Motorradfahrern.                                           |
| Eleonorenstraße 16 ·    | Marie Oppenheim           | Hier wohnte Marie Oppenheim Jg. 1881 Deportiert 1942 Piaski Ermordet                                                          | 5. Sep. 2016  |      | Von der Familie Oppenheim ist wenig bekannt. Moritz Oppenheim war Bankbeamter und vermutlich Prokurist bei der Deutschen Diskontobank in Mainz, seine Frau Marie Hausfrau. Ihr 1906 geborener Sohn Alfred wanderte schon 1933 nach Argentinien aus und verstarb dort 1977. Er sah seine Eltern nie wieder. Kennkarte Marie Oppenheim Kennkarte Moritz Oppenheim |
| Eleonorenstraße 16 ·    | Moritz Oppenheim          | Hier wohnte Moritz Oppenheim Jg. 1877 Deportiert 1942 Piaski Ermordet                                                         | 5. Sep. 2016  |      | Von der Familie Oppenheim ist wenig bekannt. Moritz Oppenheim war Bankbeamter und vermutlich Prokurist bei der Deutschen Diskontobank in Mainz, seine Frau Marie Hausfrau. Ihr 1906 geborener Sohn Alfred wanderte schon 1933 nach Argentinien aus und verstarb dort 1977. Er sah seine Eltern nie wieder. Kennkarte Marie Oppenheim Kennkarte Moritz Oppenheim |
| Eleonorenstraße 16 ·    | Dr. Julius Thilo          | Hier wohnte Dr. Julius Thilo Jg. 1866 Deportiert 1942 Auschwitz Ermordet 3.12.1942                                            | 5. Sep. 2016  |      | Dr. Thilo, Inhaber einer von ihm 1901 gegründeten chemischen Fabrik in Mainz, wurde 1942 wegen der „Vorbereitung eines hochverräterischen Unternehmens“ verhaftet und verurteilt und kehrte nie mehr in sein Haus zurück Kennkarte Dr. Julius Thilo |
| Eleonorenstraße 16 ·    | Heinrich Wolff            | Hier wohnte Heinrich Wolff Jg. 1878 Deportiert 1942 Piaski Ermordet                                                           | 5. Sep. 2016  |      | Die Familie Wolff betrieb in Nackenheim eine Weingroßhandlung. Heinrich Wolff war Frontkämpfer im 1. Weltkrieg und in Nackenheim als Mitglied der Freiwilligen Feuerwehr und des TuS Nackenheim sehr beliebt. Die beiden Söhne der Familie konnten 1938 durch ihre Flucht nach NYC den Nazis entkommen. Wenige Wochen vor ihrer Deportation wurde Selma und Heinrich Wolff die Wohnung in Kastel zugewiesen Kennkarte Heinrich Wolff Kennkarte Selma Wolff                          |
| Eleonorenstraße 16 ·    | Selma Wolff               | Hier wohnte Selma Wolff Jg. 1883 Deportiert 1942 Piaski Ermordet                                                              | 5. Sep. 2016  |      | Die Familie Wolff betrieb in Nackenheim eine Weingroßhandlung. Heinrich Wolff war Frontkämpfer im 1. Weltkrieg und in Nackenheim als Mitglied der Freiwilligen Feuerwehr und des TuS Nackenheim sehr beliebt. Die beiden Söhne der Familie konnten 1938 durch ihre Flucht nach NYC den Nazis entkommen. Wenige Wochen vor ihrer Deportation wurde Selma und Heinrich Wolff die Wohnung in Kastel zugewiesen Kennkarte Heinrich Wolff Kennkarte Selma Wolff                          |
| Zehnthofstraße 38 ·     | Peter Schneider           | Hier wohnte Peter Schneider Jg. 1907 Verhaftet 1933 KZ Osthofen Überlebt                                                      | 12. Okt. 2009 |      | Peter Schneider, Werkzeugmacher bei Opel in Rüsselsheim, Gewerkschaftler und Sozialdemokrat, wurde schon 1933 von den Nazis in das KZ Osthofen eingeliefert. Dort lernte er Carlo Mierendorff kennen, der sein weiteres Leben nachhaltig prägte. Nach dem Krieg engagierte er sich als „Unbelasteter“ in der Kommunalpolitik seines Heimatortes Mainz-Kastel. |
| Kirche am Rochusplatz · | Johann Baptist Schwalbach | Hier wirkte Pfarrer Johann Baptist Schwalbach Jg. 1889 Verhaftet 1938 und 1941 Zuchthaus Darmstadt Überlebt                   | 12. Okt. 2009 |      | Pfarrer Johannes Baptist Schwalbach besetzte die Pfarrstelle in Mainz-Kastel am 01.03.1923 und bekleidete ab dem 03.11.1936 zugleich die Position des Diözesanpräses der Katholischen Männer- und Arbeitervereine, womit er in das Visier der Nationalsozialisten gelangte. Dies brachte ihm vom 11.02. bis 29.09.1938 und noch einmal 1941 für drei Wochen in Frankfurt/Main und Darmstadt eine „Schutzhaft“ ein. Pfarrer Schwalbach starb 1957 und wurde in Nierstein beigesetzt. |
| Eisenbahnstraße 12 ·    | Friedel Janecek           | Hier wohnte Friedel Janecek Jg. 1905 Verhaftet 1933 KZ Osthofen Überlebt                                                      | 12. Okt. 2009 |      | Janecek und seine Frau Ella waren in den 50er und 60er Jahren mehrmals wegen ihres Engagements gegen die Remilitarisierung und für die illegale KPD angeklagt. 1979 wurde Friedel Janecek von Oberbürgermeister Jockel Fuchs für Verdienste um den Sport mit dem Wappenteller der Stadt Mainz ausgezeichnet. |
| Mainzer Straße 1 ·      | Peter Hück                | Hier wohnte Peter Hück Jg. 1905 Verhaftet 1936 und 1944 wegen „Hetze“ Zuchthaus Kassel Buchenwald Strafbataillon 999 Überlebt | 12. Okt. 2009 |      | Peter Hück, regionaler Stützpunktleiter des Zusammenschlusses des von überregionalen SPD- und KPD-Mitgliedern organisierten Widerstandes gegen das NS-Regime, wurde 1936 zu einer Zuchthausstrafe von zwei Jahren und drei Monaten verurteilt. |
| Mainzer Straße 2 ·      | August Klotzbach          | Hier wohnte August Klotzbach Jg. 1899 Verhaftet 1935 wegen „Heimtücke“ Zuchthaus Darmstadt Überlebt                           | 12. Okt. 2009 |      | August Klotzbach, hatte im 1. Weltkrieg als Soldat eine Gasvergiftung erlitten, von der er sich nie erholt hatte und war deshalb invalide. Klotzbach wurde noch in Friedenszeiten 1934 wegen Verstoßes gegen das „Heimtückegesetz“ zu 15 Monaten Haft verurteilt. Eine Entschädigung für die zu Unrecht erlittene Haft wurde ihm 1951 verweigert. |